# Terry Crosby
Terry Dale Crosby (Toledo, Ohio; 4 de enero de 1957) es un exjugador de baloncesto estadounidense que disputó una temporada en la NBA, desarrollando el resto de su carrera en el baloncesto europeo. Con 1,93 metros de estatura, jugaba en la posición de base.

## Trayectoria deportiva

### Universidad
Jugó durante cuatro temporadas con los Volunteers de la Universidad de Tennessee, en las que promedió 10,3 puntos y 3,1 rebotes por partido. En su última temporada fue incluido en el tercer mejor quinteto de la SEC.

### Profesional
Fue elegido en la sexagésimo segunda posición del Draft de la NBA de 1979 por Kansas City Kings, donde a pesar de ser despedido antes del comienzo de la competición, fue contratado un mes después como agente libre, pero únicamente jugó cuatro partidos, en los que promedió 1,5 puntos y 1,8 asistencias.
Tras su breve paso por la NBA, continuó su carrera en el baloncesto europeo durante 12 años, principalmente en la British Basketball League, donde llegó a anotar 73 puntos en un partido, promediando en una temporada 36 puntos.

## Estadísticas de su carrera en la NBA

### Temporada regular
| Temporada | Edad | Equipo            | Liga | P | TIT | MIN | TC  | TCA | %TC  | 3P  | 3PA | %3P | TL  | TLA | %TL   | R.OF. | R.DEF. | REB | ASIS | ROB | TAP | PER | FP  | PTS |
| 1979-80   | 23   | Kansas City Kings | NBA  | 4 |     | 7.0 | 0.5 | 1.0 | .500 | 0.0 | 0.0 |     | 0.5 | 0.5 | 1.000 | 0.0   | 0.3    | 0.3 | 1.8  | 0.0 | 0.0 | 1.3 | 1.0 | 1.5 |
| Total     |      |                   | NBA  | 4 |     | 7.0 | 0.5 | 1.0 | .500 | 0.0 | 0.0 |     | 0.5 | 0.5 | 1.000 | 0.0   | 0.3    | 0.3 | 1.8  | 0.0 | 0.0 | 1.3 | 1.0 | 1.5 |